# Shanghai Port FC
Shanghai Port FC är en fotbollsklubb från Shanghai som spelar i Chinese Super League. Klubben grundades 2005 som Shanghai Dongya FC, av den före detta fotbollstränaren Xu Genbao. Mellan 2005 och 2014 hette laget Shanghai East Asia FC för att sedermera byta namn till Shanghai SIPG mellan 2015 och 2020.
Tränare för Shanghai Port är Ivan Leko.